# Mansilla + Tuñón Architectes
Pour les articles homonymes, voir Mansilla et Tuñón.

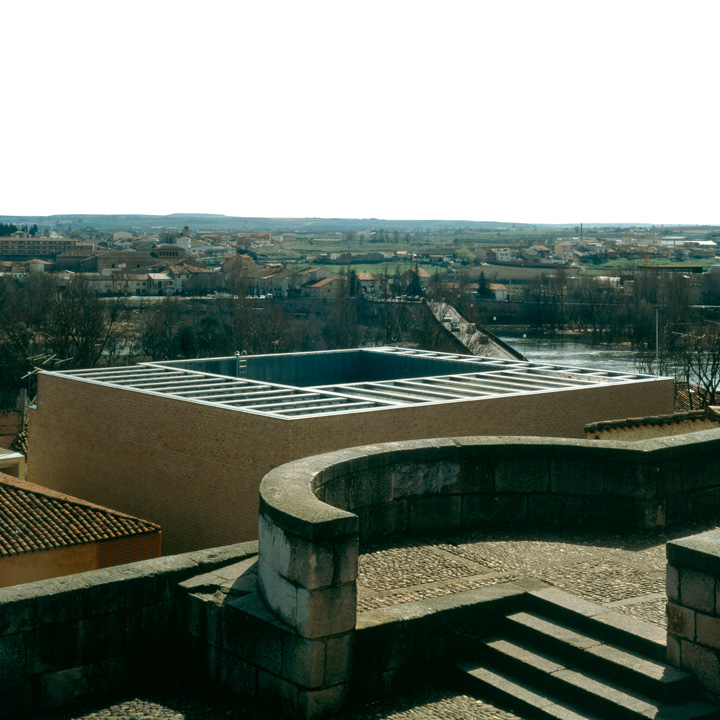
Musée de Zamora, Espagne

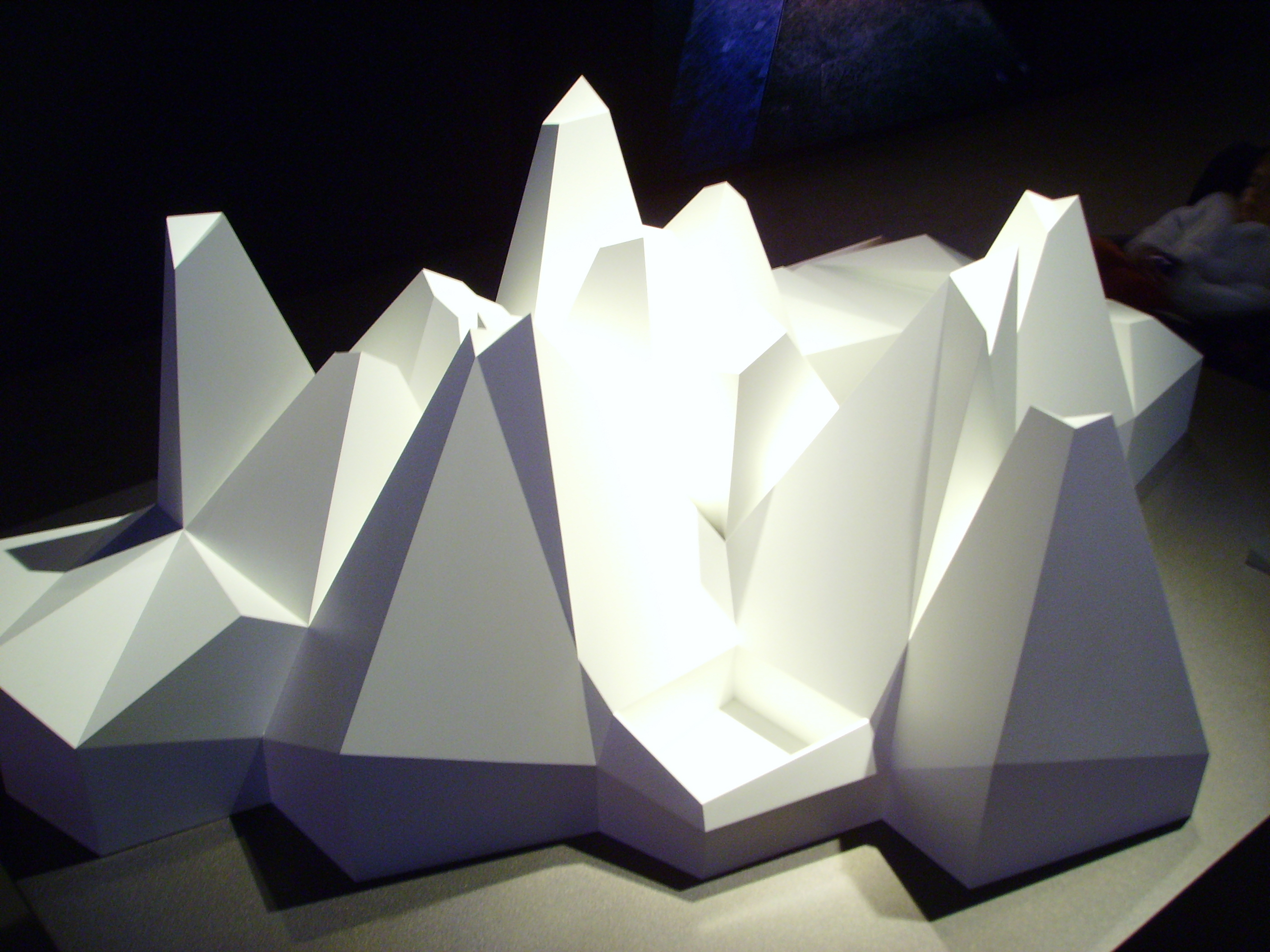
Musée de Cantabria, Espagne

Mansilla + Tuñón Architectes est un bureau d’architecture espagnol ayant une renommée internationale, fondé à Madrid en 1992 par les architectes Emilio Tuñón (1959) et Luis Moreno Mansilla (1959-2012). Sa réalisation la plus célèbre est le MUSAC de León en Espagne, bâtiment qui a remporté le Prix de l'Union européenne pour l'architecture contemporaine Mies van der Rohe en 2007. D'autres projets ont été vainqueurs du Prix d’Architecture d’Espagne (2003) et du Prix FAD d'architecture et de décoration intérieure (es) (2001/2007/2011). 
En 2013, Mansilla + Tuñón architectes ont reçu la Médaille d'Or au mérite en Beaux-Arts par le Ministère de la Culture Espagnol,.
Emilio Tuñón et Luis M.Mansilla ont été professeurs dans de nombreuses universités, parmi lesquelles l'ETSAM,l’École Technique d'Architecture de Madrid, l'Université de Princeton, l'Université Harvard, l’École polytechnique fédérale de Lausanne, la Escuela Técnica Superior de Arquitectura de Navarra, San Pablo CEU Arquitectura, la Nueva Escuela de Arquitectura de Puerto Rico et l'École Städel de Francfort. Emilio Tuñón est professeur agrégé en architecture à l'ETSAM, l’Ecole Technique d'Architecture de Madrid. 
En 1993 ils ont fondé avec Luis Rojo la coopérative d'idées 'CIRCO' et ils éditent une publication du même nom qui a reçu le prix spécial de la critique FAD 2007, le prix de la III Biennal d’Architecture Hispano-américain 2002 et le prix du COAM en 1995.

## Principales réalisations
- Atrio Relais & Châteaux Restaurant et Hôtel à Cáceres (2010)
- Musée Fondation Helga de Alvear à Cáceres (2010)
- Marie de Lalín (2010)
- Fundación Pedro Barrié de la Maza à Vigo (2005)
- MUSAC Centre d'Art Contemporain de Castille et Léon (2004)
- Auditorium de León (2002)
- El Águila - Bibliothèque régionale et Archives de la commune de Madrid (2002)
- Musée des Beaux Arts à Castellón (2000)
- Musée Provincial de Zamora (1996)

## Concours gagnés
- Musée des Wisigoths à Toledo (2010)
- Bâtiment institutionnel de la Cité de l'environnement de Soria (2008)
- Musée de l'automobile à Madrid (2008)
- Musée territoire de la Migration à Algeciras (2007)
- Centre International des Congrès à Madrid (2007)
- Musée Fondation Helga de Alvear à Cáceres(2005)
- Mairie de Lalín (2004)
- Bibliothèque dans la "calle los artistas" à Madrid (2003)
- Plan Directeur de la région de Valbuena à Logroño (2003)
- Musée de Cantabria (2002)
- Musée des Collections Royales à Madrid (2002)
- Musée de Sanfermines (2001)
- Centre culturel contemporain de Brescia (2000)
- Musée des Beaux-Arts de Castellón (1997)
- Auditorium de León (1996)
- Centre d'art et culture de la Communauté de Madrid, vielle fabrique El Águila (1995)

## Distinctions
- Médaille d'Or des Beaux-Arts 2013
- Prix Big Mat 2013
- Prix FAD 2011
- Prix A plus 2011
- Prix de l'Union européenne pour l'architecture contemporaine Mies van der Rohe 2007 (MUSAC)
- Prix FAD 2007
- Prix VIA 2006
- Prix Enor 2005
- Prix d’Architecture d'Espagne 2003
- Prix COAM 2003
- Prix FAD 2001
- Prix COACV 2000
- Prix Œuvre excellente 2000
- Prix Fundación CEOE 1997
- Prix Architecti 1996